# Iona Nunnery

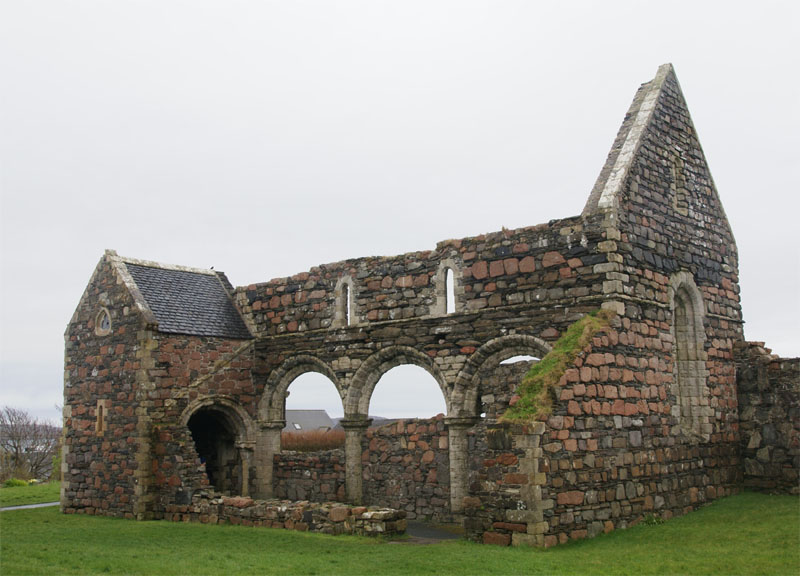
Ruinen des Klosters

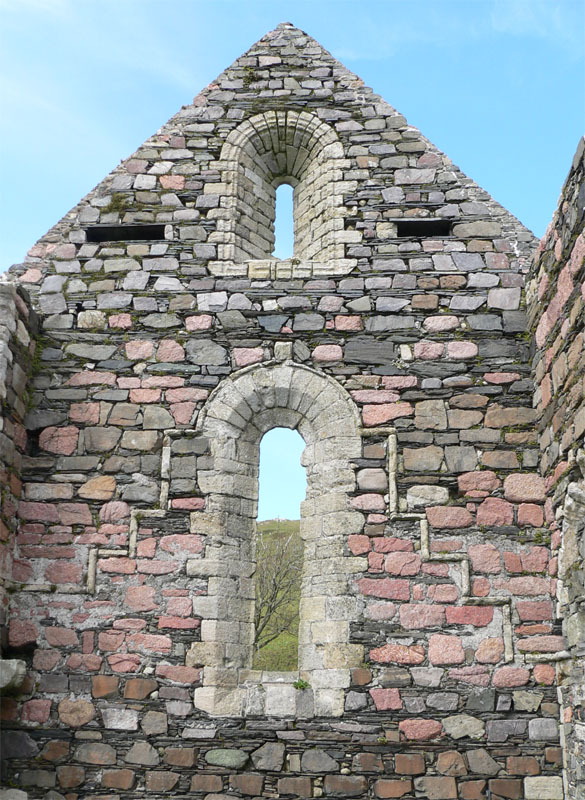
Erhaltene Giebelseite

Die Iona Nunnery (deutsch: Nonnenkloster Iona) ist eine ehemalige Klosteranlage auf der schottischen Hebrideninsel Iona. Sie befindet sich an der Ostküste der Insel gegenüber der Isle of Mull nahe der Iona Abbey und dem Maclean’s Cross. Die Anlage ist als Scheduled Monument klassifiziert.

## Geschichte
Das Kloster wurde entweder 1207 oder 1208 gegründet. Es war entweder der Heiligen Maria oder der Heiligen Oranna geweiht und gehörte laut Angaben des Heiligen Stuhls dem Augustinerorden an und nicht wie manchmal behauptet dem Benediktinerorden. 1574 gab die Vorsteherin die Ländereien ab, weshalb es schlüssig erscheint, dass das Kloster zu diesem Zeitpunkt aufgegeben wurde. Im Jahre 1923 wurden Teile der Ruine restauriert. Hierbei wurden vier Silberlöffel und Fragmente eines goldenen Bandes gefunden. Auf dem Gelände wurden zahlreiche Skulpturen und bearbeitete Steine gefunden.

## Beschreibung
Die Gebäude bestehen aus grobem Bruchstein, der in einem Schichtmauerwerk verbaut wurde. Die Kirche ist heute weitgehend verfallen. Sie besaß einen abgetrennten Altarbereich und wurde durch Lanzettfenster erhellt. Das Seitenschiff war durch Arkaden abgegrenzt. Im Osten schloss eine kleine Kapelle an, die mit einer Gewölbedecke schloss. Darüber befand sich ein weiterer Raum. Die erhaltenen Ruinen schließen mit schiefergedeckten Satteldächern ab. Von den weiteren Gebäuden der Anlage sind heute allenfalls noch die Grundmauern erhalten.